# Wyspa Jamesa Rossa
Wyspa Jamesa Rossa – duża wyspa w pobliżu północno-wschodniego krańca Półwyspu Antarktycznego (Trinity Peninsula), od którego oddziela ją Kanał Księcia Gustawa.
Została nazwana na cześć polarnika Jamesa Rossa, który w 1842 roku odkrył wyspę i sporządził mapę jej wschodniego wybrzeża. Nie należy mylić jej z Wyspą Rossa na Morzu Rossa.
Wyspę Jamesa Rossa tworzy rozległy wulkan tarczowy, aktywny głównie w miocenie i pliocenie. Najwyższy szczyt, Mount Haddington, wznosi się na 1630 m n.p.m.; pokrywają go lodowce. Niektóre stożki piroklastyczne w pobliżu szczytu mogą mieć zaledwie kilka tysięcy lat.
Znajduje się na niej czeska letnia stacja polarna Mendel. Na wyspie w 1986 roku znaleziono szczątki pierwszego dinozaura odkrytego w Antarktyce, roślinożernej antarktopelty.

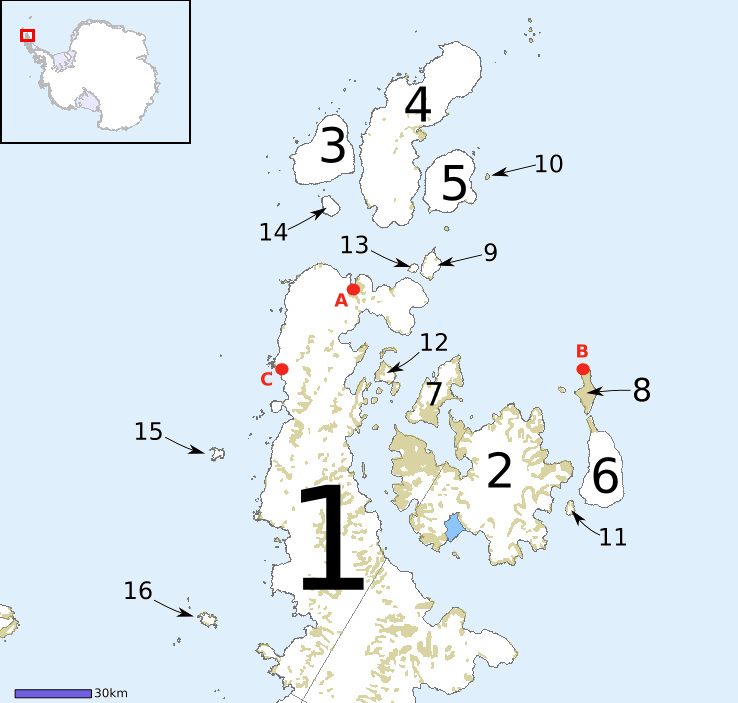
Lokalizacja Wyspy Jamesa Rossa (2)